# Telavi
Telavi (rogegi: თელავი) és una ciutat de Geòrgia, la principal de la regió de Kakhètia. Té una població de 19.751 habitants segons el cens del 2017, i es troba als peus de les muntanyes Tsiv-Gombori.

## Història
S'han fet troballes de l'edat del bronze però històricament no apareix fins al segle II quan l'esmente Claudi Ptolemeu amb el nom de Teleda. Va esdevenir una ciutat de certa importància a partir del segle viii. Al segle X l'esmenta al-Mukaddasi. Del segle X al XII fou la capital del regne de Kakhètia i després de Kakhètia-Herècia. Al segle xii i XIII fou un centre administratiu destacat. Amb la desintegració del regne de Geòrgia al segle xv la ciutat va entrar en decadència mantenint-se com a centre regional de comerç i fabricació d'objectes petits. Al segle xvii va recuperar importància quan va recuperar la capitalitat del regne de Kakhètia i el 1762 va ser declarada segona capital, després de Tblisi, del regne unit de Kartli i Kakhètia. Erekle o Irakli II de Kartli i Kakhètia va néixer i morir a aquesta ciutat, i va regnar del 1744 al 1798, i en aquest temps Telavi fou un centre cultural i estratègic de primer orde; es va fundar un seminari de teologia i un teatre. Erekle fou anomenat manyagosament “Patara Kakhi” (Petit Kakheti) i els seus fets han estat objecte del folklore popular i literari. El 1801 amb l'annexió russa, Telavi va perdre la condició de capital i sota el govern tsarista fou centre d'un uyedz (districte) del gubernya de Tiflis (Tbilisi).

## Galeria d'imatges

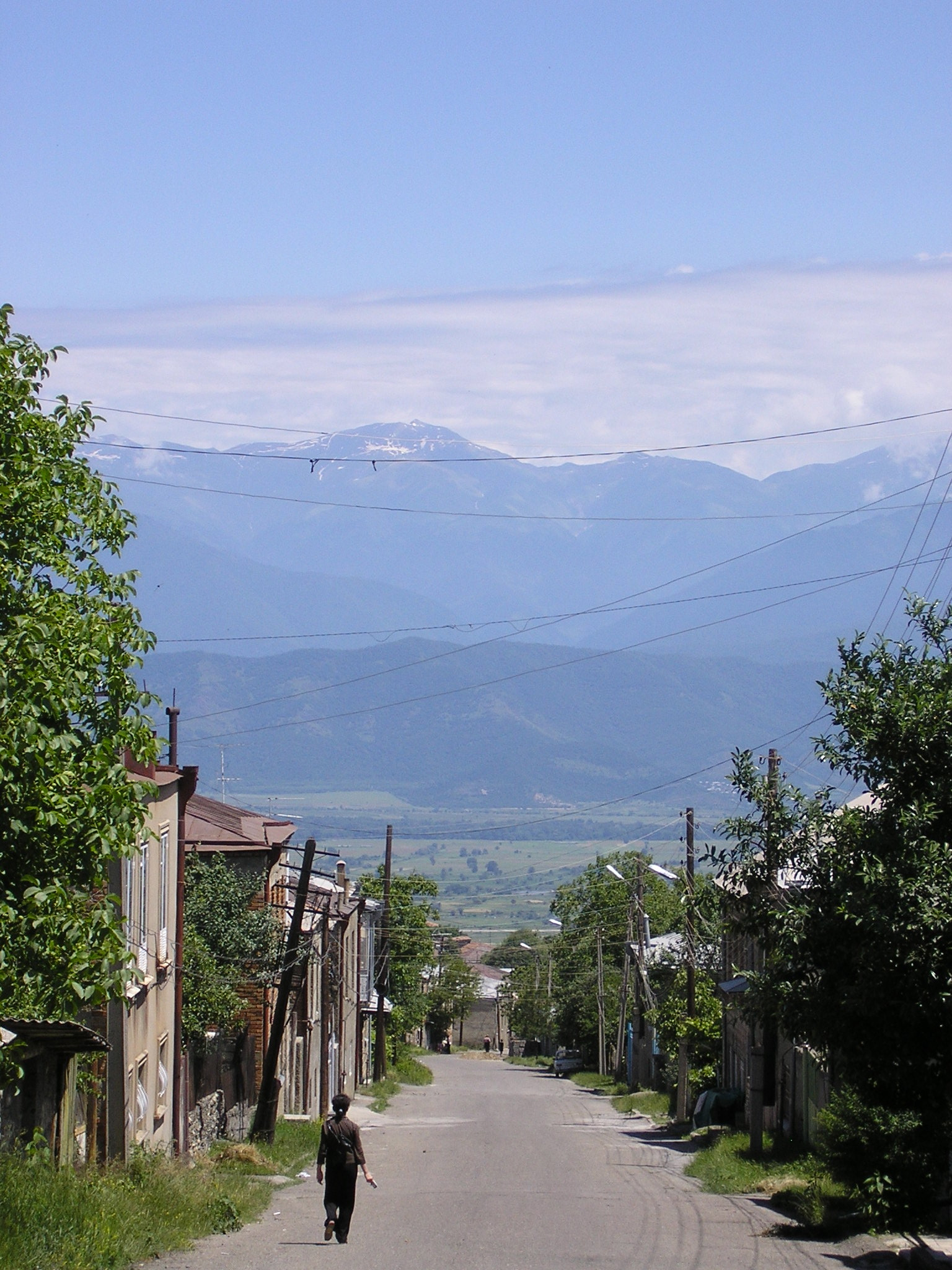
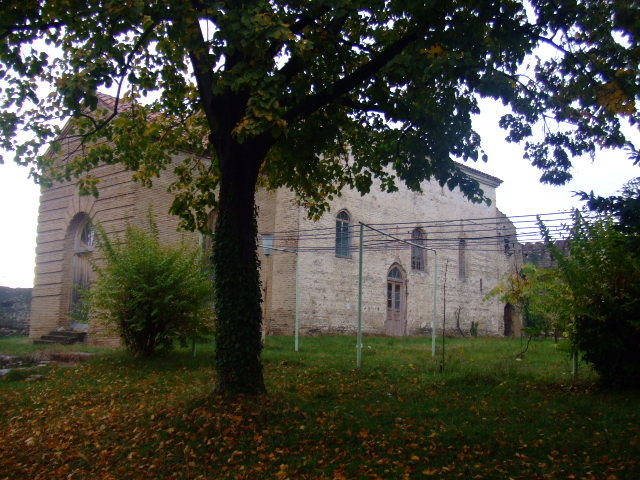
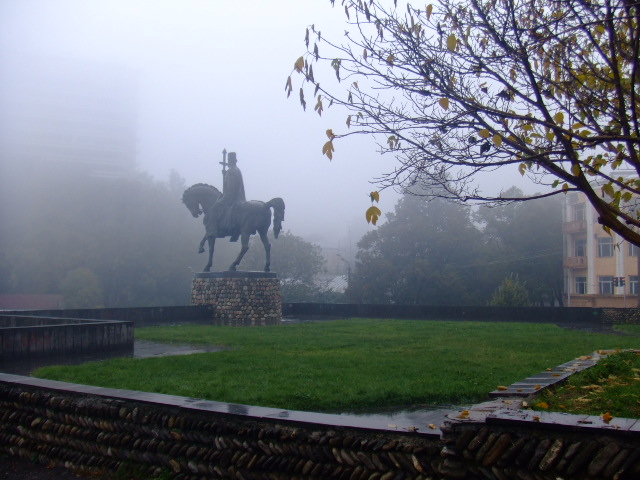
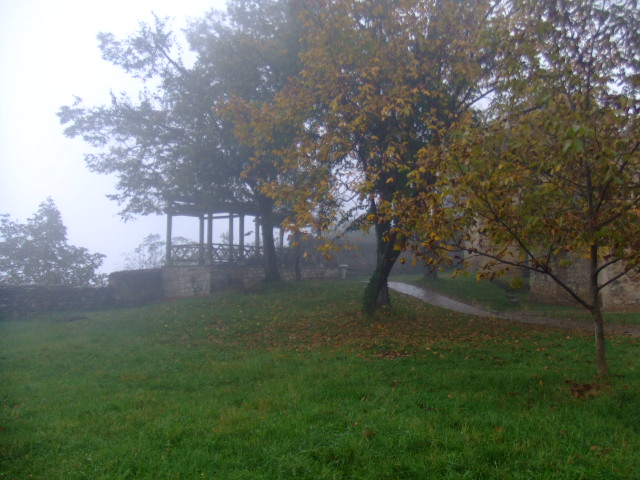
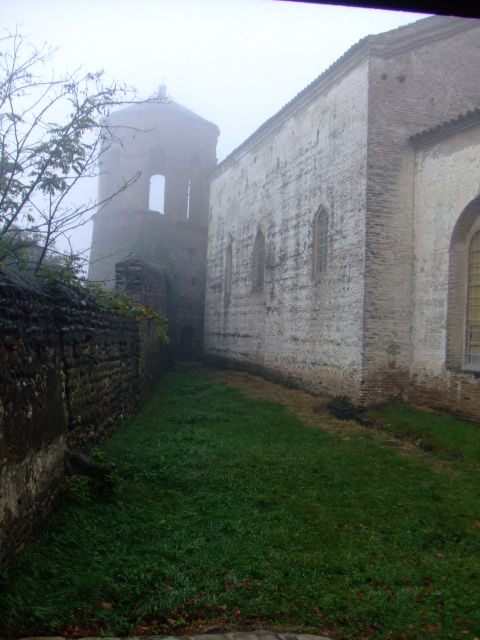
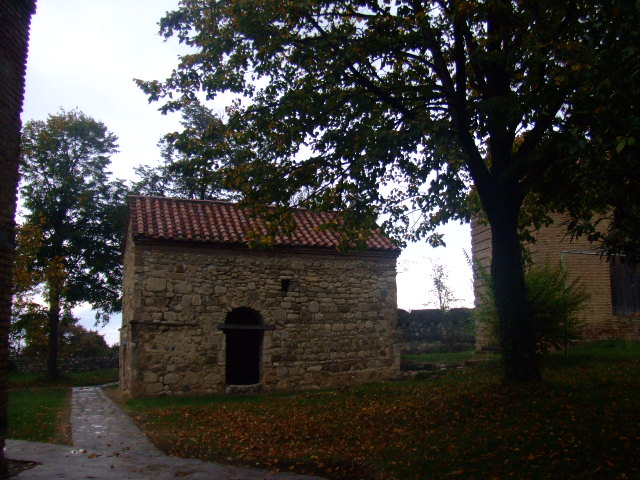
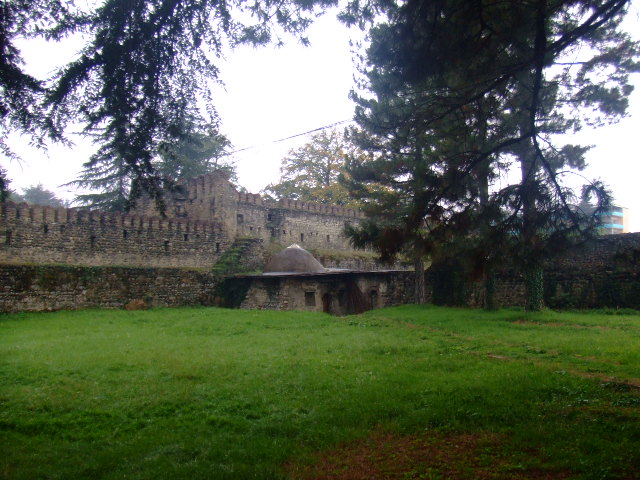
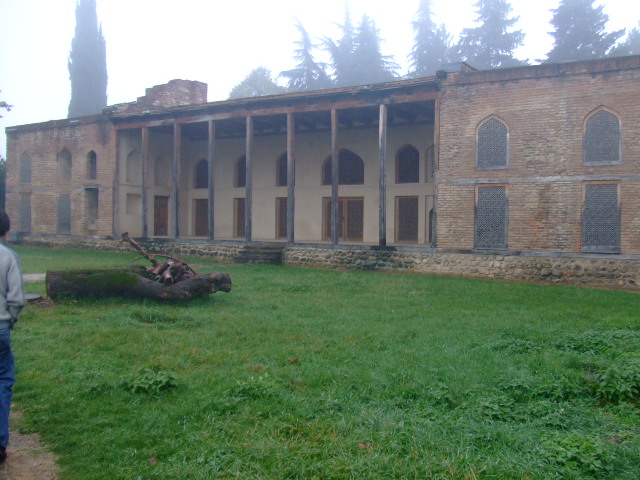
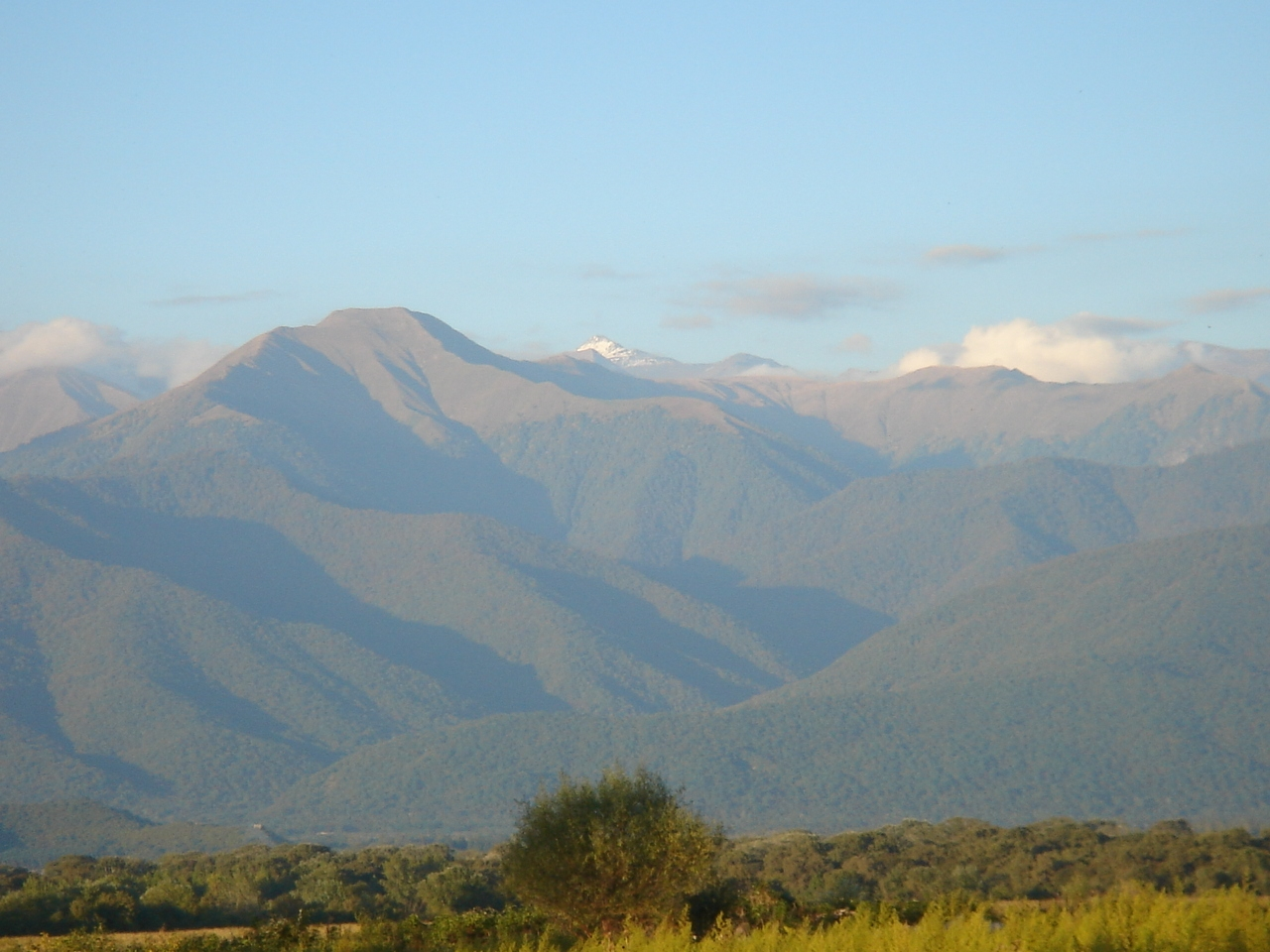
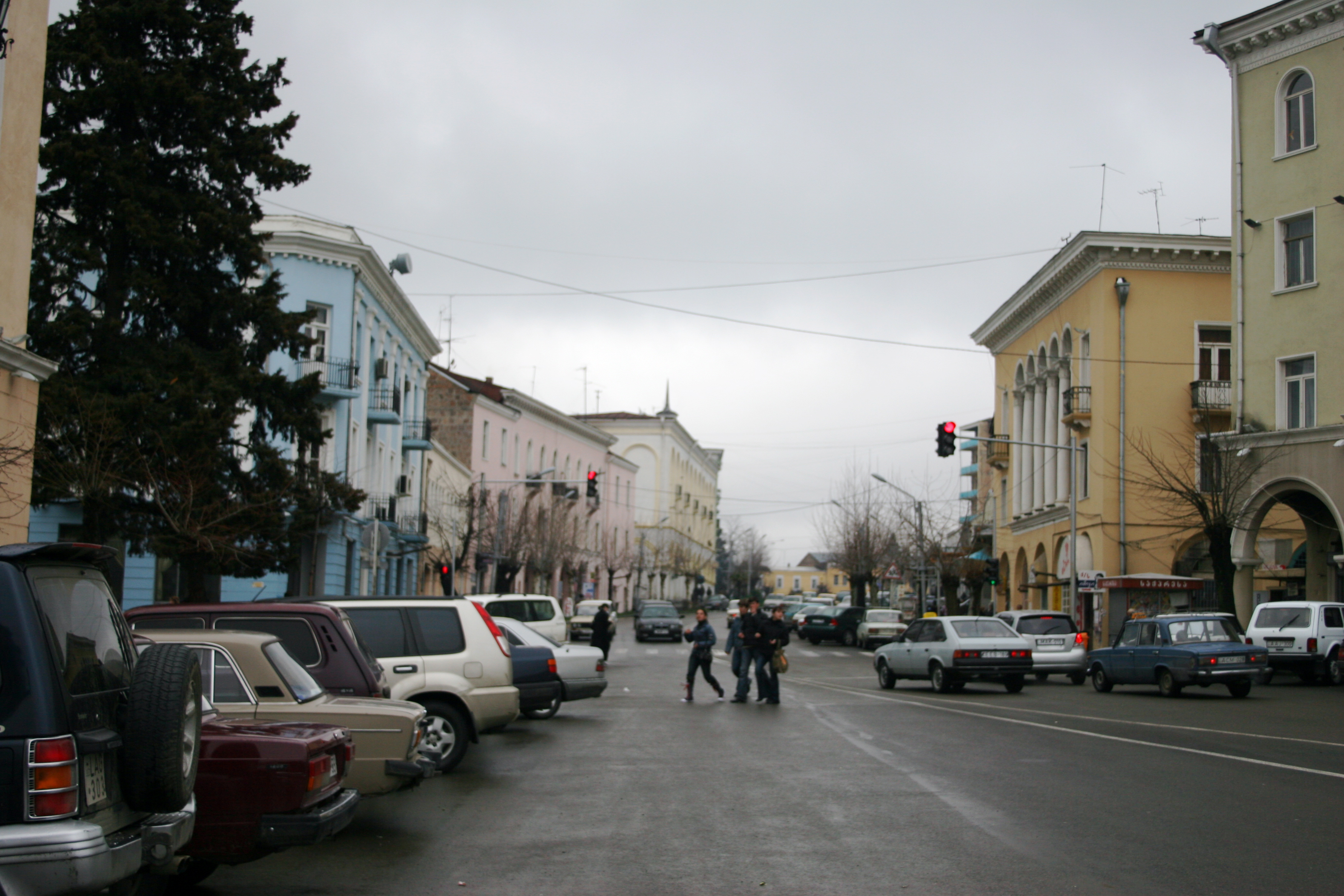
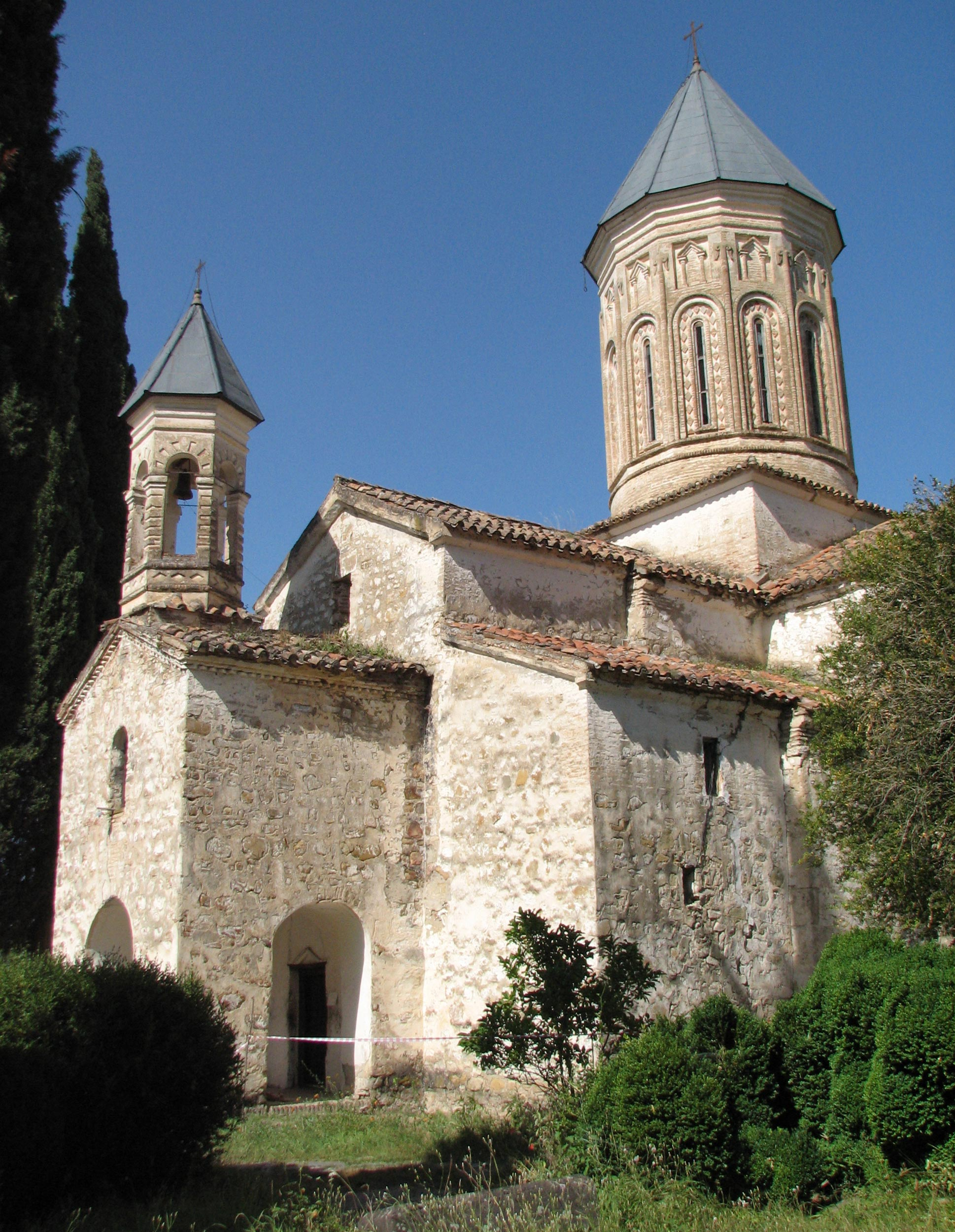